# Сура-ангас
Сура-ангас (также собственно ангасские языки; англ. angas proper) — подгруппа языков, входящая в состав ангасской группы западночадской подветви западночадской ветви чадской семьи. Область распространения — центральные районы Нигерии (штаты Плато и Насарава). Включает по разным данным от 11 до 18 языков, в числе которых ангас, гоэмаи, сура, монтол и другие. Общая численность говорящих — около 950 000 человек.
Подгруппа сура-ангас делится на два кластера. Один из них включает языки ангас, сура, кофьяр и т. д., другая — языки гоэмаи, монтол, пьяпун и т. д. Иногда отдельно в третий кластер выделяется язык ангас. В рамках ангасской группы (или группы A.3) подгруппа сура-ангас противопоставляется подгруппе герка (йивом), представленной одним языком герка.
На языках ангас, сура, чакфем-мушере, гоэмаи и тал развивается письменность на основе латиницы, остальные языки бесписьменные.

## Классификация
В классификации, представленной в справочнике языков мира Ethnologue, в составе подгруппы сура-ангас (ангасской подгруппы) выделяют два языковых объединения:
- (1): чакфем-мушере, джорто, кофьяр, мишип (чип), мвагхавул (сура), нгас (ангас);
- (2):  гоэмаи, коеноем, монтол, пьяпун, тал.

Чешский лингвист В. Блажек также выделяет в составе подгруппы сура-ангас два языковых объединения:
- ангас, сура, кофьяр, чип;
- анкве (гоэмаи), монтол, пьяпун.

В классификации афразийских языков британского лингвиста Р. Бленча языки сура-ангас разделены на три языковых объединения — первое представлено только одним языком — ангас, второе и третье включают по 5 языков:
- нгас (ангас);
- мвагхавул (сура), чакфем-мушере, мишип, или чип (включая идиом дока), джорто, кластер кофьяр (включая идиомы кофьяр, мерньянг (мирьям), доемак (диммук), квагаллак (квалла),  бвол (бвал), гворам, джипал);
- гоэмаи, коеноем, пьяпун, тал, монтол.

В классификации, основанной на работах Г. Такача (в базе данных по языкам мира Glottolog), языки сура-ангас образуют четыре разных языковых ветви, не представляющих генетического единства, которое противопоставлялось бы языку герка:
- гоэмаи:
  - гоэмаи-чакато: гоэмаи, чакато;
  - монтол (в том числе балтап-лалин, ядерный монтол);
  - тал: коеноем, пьяпун, тал;
- кофьяр-мушере-чип:
  - чакфем-мушере (в том числе паньям);
  - кофьяр (включая бвол (бвал), диммук, гворам, джипал, квагаллак (квалла), мирриам (мирьям),  ядерный кофьяр);
  - мишип (в том числе дока);
- мвагхавул (сура);
- нгас-белненг:
  - белненг;
  - нгас (в том числе равнинный ангас, нагорный ангас).

В классификации, опубликованной в работе С. А. Бурлак и С. А. Старостина «Сравнительно-историческое языкознание», в состав подгруппы сура-ангас включены языки сура (мвагхавул), ангас, мупун, чакфем (чакфем-мушере), джипал и джорто. Остальные ангасские языки отнесены к подгруппе герка-кофьяр, в их числе мирьям (мерньянг), диммук (доемак), квалла (квагаллак), бвал, гворам, чип, герка (йивом), монтол (теэл), канам, пьяпун и коеноем. Так же, как и в приведённой классификации, идиомы мвагхавул (сура) и мупун как два отдельных языка рассматривает, в частности, З. Фрайзингер.

## Лингвогеография

### Ареал и численность
Область распространения языков подгруппы сура-ангас размещается в центральной Нигерии. Языки сура-ангас образуют компактный ареал, в северной части которого распространены языки сура и ангас, в центральной части — языки чип, джорто, тал, коеноем, пьяпун и монтол, в южной части — языки чакфем-мушере, кофьяр и гоэмаи. С областью распространения языков сура-ангас на западе граничат ареалы западночадского языка рон и бенуэ-конголезского языка группы джарава мама, на севере — ареал западночадского языка сайя (заар) и ареалы бенуэ-конголезских платоидных языков гананг, бером, чен, фьям, вагхат-я-биджим-легери и сур, на востоке — ареал западночадского языка богхом (боггом) и ареалы платоидных языков пе и тарок. Внутри области распространения сура-ангас размещены ареалы западночадских языков группы рон — фьер и тамбас. Основная часть ареала сура-ангас расположена в центральных районах штата Плато, на периферии ареал сура-ангас также охватывает ряд северо-восточных районов штата Насарава, примыкающих к штату Плато.
Общая численность говорящих на языках сура-ангас по оценкам разных лет составляет около 950 000 человек. Наиболее распространёнными по числу носителей являются языки ангас (400 тыс. чел., 1998), гоэмаи (200 тыс. чел., 1995), сура (150 тыс. чел., 2016) и кофьяр (110 тыс. чел., 2000). Число говорящих на каждом из остальных языков не превышает 20—25 тыс. чел.: на языке монтол говорит 21,9 тыс. чел., 1990, на языке джорто — 17,3 тыс. чел., 2000, на языке пьяпун — 17,3 тыс. чел., 2000, на языке чип — 17 тыс. чел., 2010, на языке тал — 10 тыс. чел., 1973, на языке чакфем-мушере — 5 тыс. чел., 1990, на языке коеноем — 3 тыс. чел., 1973.

### Социолингвистические сведения
Наиболее значимым по степени распространения в регионе и развитым по степени нормирования среди языков подгруппы сура-ангас является язык сура (мвагхавул). Он не имеет официального статуса, но, тем не менее, используется как язык масс-медиа и язык общения на производстве и в торговле среди многоязычного населения центральных районов штата Плато, в настоящее время формируется стандартная форма этого языка. На сура говорят не только представители этнической общности сура — как вторым языком им владеют представители других народов и этнических групп в штате Плато. В частности, на языке сура говорят носители языков рон и чакфем-мушере. Также имеет определённую значимость в регионе язык ангас, он распространён среди соседних этнических групп, им владеют, в частности, носители языка сур. Все языки сура-ангас по степени сохранности относятся к так называемым стабильным языкам, в то же время среди носителей ангас, гоэмаи, чакфем-мушере и других языков подгруппы сура-ангас активно распространяется язык хауса не только как второй, но и как первый язык.